# Aque Tapa
Aque Tapa (Ak Tapa) é uma vila do Afeganistão, localizada na província de Badaquexão. Fica a cerca de 16 quilômetros de Hazerate Imã e, a partir da virada do século XX, abrigava 25 famílias usbeques.